# نئوپلازی درون‌اپیتلیومی واژن
نئوپلازی درون‌اپیتلیومی واژن (انگلیسی: Vaginal intraepithelial neoplasia) که به اختصار «VAIN» نامیده می‌شود، به تغییرات بافتی پیش‌سرطانی در واژن گفته می‌شود که مشخصه‌شان دیس‌پلازی است.
این اختلال نادر است و عموماً هیچ علامتی ندارد. نئوپلازی درون‌اپیتلیومی واژن را می‌توان با وجود سلول‌های غیرطبیعی در آزمایش پاپ اسمیر تشخیص داد.
همچون نئوپلازی درون‌اپیتلیومی دهانه رحم، این ضایعه نیز سه مرحله دارد. در VAIN 1، یک سوم ضخامت سلول‌های پوست واژن غیرطبیعی است، در حالی که در VAIN 3، تمامی ضخامت آن به‌طور کامل درگیر است. VAIN 3 همچنین به عنوان کارسینوم درجا یا مرحله صفر سرطان واژن شناخته می‌شود.
۸۰ درصد موارد نئوپلازی‌های درون‌اپیتلیومی واژن، با عفونت انواع خاصی از ویروس پاپیلوم انسانی («انواع پرخطر») همراه است. ثابت شده‌است که واکسیناسیون با واکسن HPV قبل از تماس جنسی اولیه باعث کاهش بروز نئوپلازی درون‌اپیتلیومی واژن می‌شود.